# 구리하라 게이스케
구리하라 게이스케(일본어: 栗原 圭介 1973년 5월 20일 ~ )는 일본의 전 축구 선수이다.

## 구단 경력
과거 베르디 가와사키, 쇼난 벨마레, 산프레체 히로시마, 알비렉스 니가타, 비셀 고베, 도치기 SC에서 활동하였다.

## 지도자 경력
201년부터 201년까지 후쿠시마 유나이티드 FC에서 감독을 맡았다.